# Friedrich Gottlieb Struve
Friedrich Gottlieb Struve (* 10. November 1676 in Jena; † 23. Juli 1752 in Kiel) war ein deutscher Jurist und Hochschullehrer.

## Familie
Friedrich Gottlieb Struve wurde als fünfter Sohn bzw. achtzehntes Kind von Georg Adam Struve und dessen zweiter Ehefrau Susanne, geb. Berlich, geboren, nach ihm wurden noch sieben weitere Kinder geboren. Seine Neffen waren die Mediziner Ernst Gotthold Struve, Leibarzt der Kaiserin von Russland Elisabeth, und Friedrich Christian Struve (1717–1780), Hochschullehrer an der Universität Kiel.

## Leben
Er besuchte von 1689 bis 1696 das Gymnasium in Halle (Saale) und begann anschließend ein Studium der Rechtswissenschaften bei Johann Samuel Stryk an der Universität Jena, das er zwei Jahre später 1698 an der Universität Halle fortsetzte. Nach Beendigung des Studiums ging er 1700 nach Westfalen, dort blieb er zwei Jahre in nicht näher dargestellten Geschäften.
1703 erwarb er mit seiner Inauguraldissertation Von Badern und Badestuben in Jena den Dr. jur. und hielt an der Universität Jena als Privatdozent zivilrechtliche Vorlesungen.
1712 wurde er in Jena zum Hofgerichtsadvokaten und 1722 durch den Herzog Ernst Friedrich I. von Sachsen-Hildburghausen zum Rat sowie Professor am Gymnasium illustre in Hildburghausen und zum Landsyndikus ernannt. 1723 erfolgte, unter Beibehaltung der Professur, seine Beförderung zum Regierungs- und Konsistorialrat.
1725 folgte er als schleswig-holsteinischer Rat einem Ruf an die Universität Kiel; dort wurde er zum ersten Professor für Rechtspraxis, Kanonisches Recht und Pandekten sowie zum Ordinarius seiner Fakultät ernannt, dazu erhielt er den Titel eines Justizrates. In diesem Amt blieb er bis zu seinem Tod. In den Jahren 1728, 1734, 1738, 1744 und 1750 übte er jeweils das Amt des Prorektors aus.
Friedrich Gottlieb Struve war verheiratet mit Johanna Dorothea († 19. Juni 1742), eine Tochter des Wilhelm Werners. Von ihren Kindern ist namentlich bekannt:
- Anton Sebastian von Struve, Diplomat im Dienste des Russischen Kaiserreichs.

## Schriften (Auswahl)
- Adrian Beier; Friedrich Gottlieb Struve: Allgemeines Handlungs-, Kunst-, Berg-, und Handwerks-Lexikon. Jena 1722.